# Iveco Daily
L'Iveco Daily è un veicolo commerciale leggero con telaio a longheroni prodotto nello stabilimento di Suzzara (MN) dall'azienda italiana Iveco a partire dal 1978 in cinque differenti generazioni.
Venduto in numerosi varianti di carrozzeria e in numerose configurazioni, il Daily è stato commercializzato anche con altri marchi e prodotto su licenza anche da altri costruttori: fino al 1983 è stato commercializzato come Fiat Daily, mentre la prima generazione è stata venduta anche come Alfa Romeo AR8 e OM Grinta. La Zastava Kamioni ha inoltre prodotto in Serbia su licenza i modelli ZK Rival e New Rival identici al Daily prima e seconda serie.

## Prima serie (1978-1990)

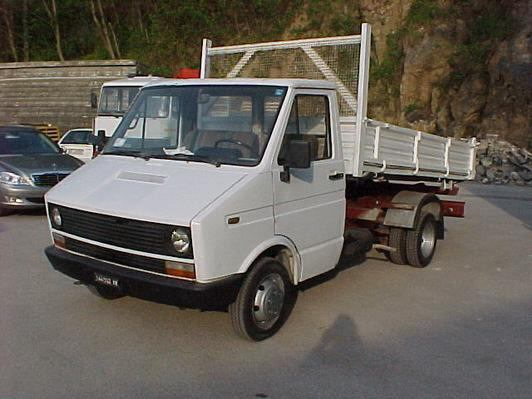
Iveco Daily versione pick-up

La Iveco nel 1978 inizia la produzione di un veicolo commerciale leggero, come erede del vecchio Fiat 616. Riceve il notevole apprezzamento della clientela grazie alle sue doti di robustezza, nonché per gli svariati allestimenti disponibili, dai furgoni ai cabinati. Il Daily viene offerto inizialmente in due modelli, il 35, denominato Daily 35-8 e TurboDaily 35-10 o Duty 35-8H, ed il 50, denominato TurboDaily o Duty 49-10; le versioni TurboDaily, dotate di motore turbo diesel ad iniezione diretta, vennero introdotte nel 1985. si differenziano per il peso totale a terra dei veicoli, 3.500 kg nel primo caso (conseguentemente conducibile con la Patente di guida di tipo "B"), 5.000 la seconda (per cui secondo il codice della strada italiano è necessaria una patente di guida di categoria superiore). A seconda delle configurazioni offre una capacità di carico fino a 17 m3, che ne fa il degno erede del Fiat 616.
.
Il Daily è stato disponibile con doppio marchio (Fiat e Iveco) fino al 1983, oltre che con il marchio OM e il nome "Grinta". Una serie venne anche costruita dall'Alfa Romeo con il nome AR8.
L'unico motore disponibile era il Sofim 8140.61 ad iniezione indiretta, aspirato, con alesaggio x corsa rispettivamente di 93x90mm.
Nel 1985, con l'introduzione delle versioni TurboDaily, venne affiancato da una sua evoluzione, il Sofim 8140.21, dotato di iniezione diretta e sovralimentazione.
| Modello    | Allestimento | Anni di produzione | Motore        | Alimentazione | Cilindrata (cm³) | Potenza       | Coppia massima (Nm) |
| ---------- | ------------ | ------------------ | ------------- | ------------- | ---------------- | ------------- | ------------------- |
| Daily      | 35-8         | dall'esordio       | SOFIM 8140.61 | Diesel        | 2445             | 53 kW (72 CV) | 147                 |
| TurboDaily | 35-10        | dal 1985           | SOFIM 8140.21 | Diesel        | 2445             | 68 kW (92 CV) | 215                 |
| TurboDaily | 49-10        | dal 1985           | SOFIM 8140.21 | Diesel        | 2445             | 68 kW (92 CV) | 215                 |

## Seconda serie (1989-2000)
La nuova serie del Daily, presentata nel 1989 e commercializzata nel 1990, fa ampliare la gamma; oltre alla versione con massa a pieno carico da 3.5 tonnellate (denominata Daily 35-8; TurboDaily 35-10 e TurboDaily 35-12) è prevista una versione con massa a pieno carico da 3 tonnellate (denominata Daily 30-8 e TurboDaily 30-10), una da 5 tonnellate (denominata TurboDaily 49-10 e Turbodaily 49-12) e una versione con massa a pieno carico da 6 tonnellate (denominata TurboDaily 59-12)

Per quanto riguarda i motori, sulla seconda serie del Daily viene adottato un Sofim portato a 2499cm3, grazie all'aumento della corsa (alesaggio x corsa 93x92mm), disponibile in 3 versioni.

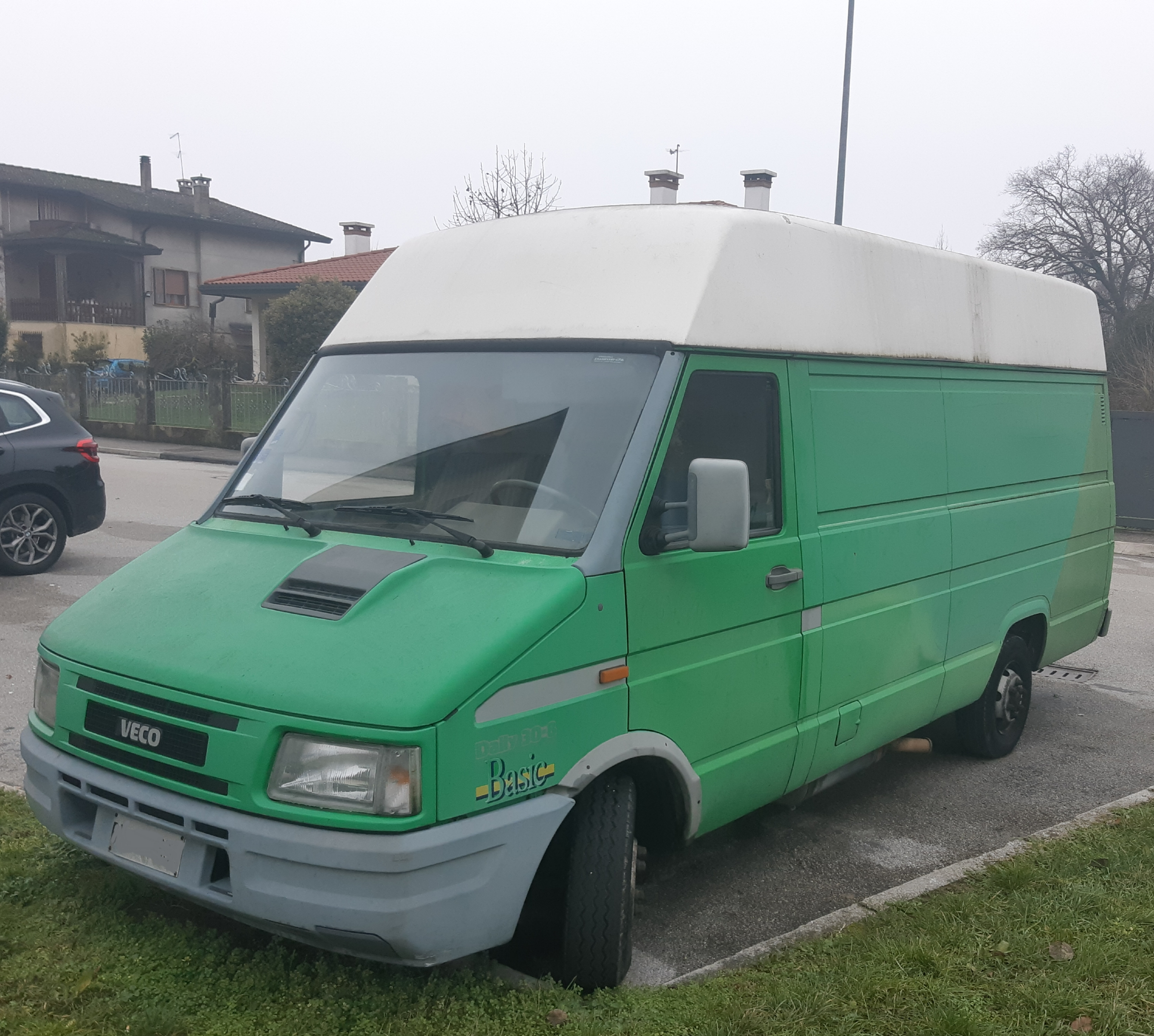
Iveco Daily 30-8 II Serie ristilizzato

Nel 1996 il Daily seconda serie subisce un restyling leggero nel frontale, dove viene ridisegnata la mascherina, e nell'abitacolo, dove vengono adottati nuovi rivestimenti, un nuovo volante e strumentazione.
Nello stesso anno i motori Sofim della serie 8140 vengono portati a 2799cm3, grazie a un aumento dell'alesaggio e della corsa, ora pari a 94.4x100mm, e a una profonda rivisitazione, per adempiere alle norme anti inquinamento Euro 2.
| Modello                       | Allestimento                 | Anni di produzione           | Motore                       | Alimentazione                | Cilindrata (cm³)             | Potenza                      | Coppia massima (Nm)          |
| Motorizzazioni pre-restyling  | Motorizzazioni pre-restyling | Motorizzazioni pre-restyling | Motorizzazioni pre-restyling | Motorizzazioni pre-restyling | Motorizzazioni pre-restyling | Motorizzazioni pre-restyling | Motorizzazioni pre-restyling |
| ----------------------------- | ---------------------------- | ---------------------------- | ---------------------------- | ---------------------------- | ---------------------------- | ---------------------------- | ---------------------------- |
| Daily                         | 30-8                         | dall'esordio al 1996         | SOFIM 8140.07                | Diesel                       | 2499                         | 55 kW (75 CV)                | 160                          |
| Daily                         | 35-8                         | dall'esordio al 1996         | SOFIM 8140.07                | Diesel                       | 2499                         | 55 kW (75 CV)                | 160                          |
| TurboDaily                    | 30-10                        | dall'esordio al 1996         | SOFIM 8140.27                | Diesel                       | 2499                         | 76 kW (103 CV)               | 235                          |
| TurboDaily                    | 35-10                        | dall'esordio al 1996         | SOFIM 8140.27                | Diesel                       | 2499                         | 76 kW (103 CV)               | 235                          |
| TurboDaily                    | 49-10                        | dall'esordio al 1996         | SOFIM 8140.27                | Diesel                       | 2499                         | 76 kW (103 CV)               | 235                          |
| TurboDaily                    | 35-12                        | dall'esordio al 1996         | SOFIM 8140.47                | Diesel                       | 2499                         | 85 kW (116 CV)               | 245                          |
| TurboDaily                    | 49-12                        | dall'esordio al 1996         | SOFIM 8140.47                | Diesel                       | 2499                         | 85 kW (116 CV)               | 245                          |
| TurboDaily                    | 59-12                        | dall'esordio al 1996         | SOFIM 8140.47                | Diesel                       | 2499                         | 85 kW (116 CV)               | 245                          |
| Motorizzazioni post-restyling |                              |                              |                              |                              |                              |                              |                              |
| Daily                         | 30-8                         | dal 1996                     | SOFIM 8140.63                | Diesel                       | 2799                         | 62 kW (85 CV)                | 180                          |
| Daily                         | 35-8                         | dal 1996                     | SOFIM 8140.63                | Diesel                       | 2799                         | 62 kW (85 CV)                | 180                          |
| TurboDaily                    | 30-10                        | dal 1996                     | SOFIM 8140.23                | Diesel                       | 2799                         | 76 kW (103 CV)               | 240                          |
| TurboDaily                    | 35-10                        | dal 1996                     | SOFIM 8140.23                | Diesel                       | 2799                         | 76 kW (103 CV)               | 240                          |
| TurboDaily                    | 49-10                        | dal 1996                     | SOFIM 8140.23                | Diesel                       | 2799                         | 76 kW (103 CV)               | 240                          |
| TurboDaily                    | 35-12                        | dal 1996                     | SOFIM 8140.43                | Diesel                       | 2799                         | 90 kW (122 CV)               | 270                          |
| TurboDaily                    | 49-12                        | dal 1996                     | SOFIM 8140.43                | Diesel                       | 2799                         | 90 kW (122 CV)               | 270                          |
| TurboDaily                    | 59-12                        | dal 1996                     | SOFIM 8140.43                | Diesel                       | 2799                         | 90 kW (122 CV)               | 270                          |

## Terza serie (1999-2006)

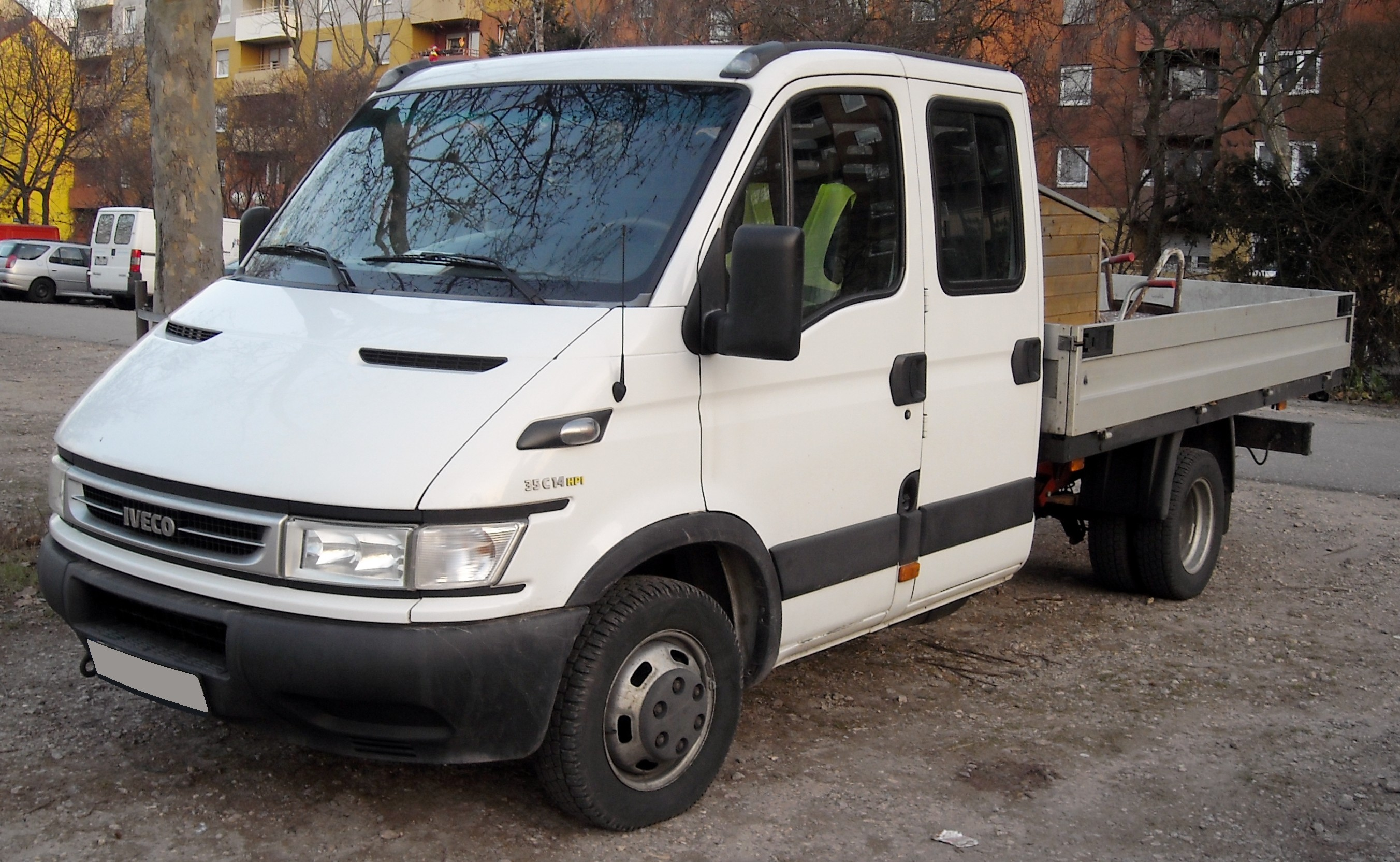
Un Daily III serie pick up in versione ristilizzata

In occasione dell'introduzione della terza serie viene abbandonata la denominazione "TurboDaily", poiché tutti i motori sono stati dotati di turbocompressore.
Il mezzo è disponibile con cambio manuale a 5 o 6 marce e nuove versioni con cambio automatico e "CNG" (a metano).
Oltre al più diffuso Daily 35 avente massa a pieno carico di 3,5 tonnellate, arrivano anche i Daily 50, 60 e 65, aventi massa a pieno carico rispettivamente di 5,2 tonnellate, 6 tonnellate e 6,5 tonnellate, e il Daily 28 con massa fino a 2,8 tonnellate.
Sotto al cofano troviamo il motore Sofim 2800cc turbo proposto in diverse varianti di potenza, con iniezione common rail unijet e sovralimentazione, con potenze di 86 CV, 106 CV, 126 CV e, nella versione unijet HPT con turbo a geometria variabile, 146 CV; inizialmente era proposta una versione da 106 CV con iniezione tradizionale con pompa rotativa.
Nelle versioni 3,5 tonnellate si può scegliere sia con assale posteriore a ruota singola abbinato a un telaio a longheroni alleggerito, sia con assale posteriore a ruote gemellate e telaio a longheroni classico. La versione a ruote posteriori singole dispone di un avantreno con schema di tipo MacPherson, mentre per la versione e con ruote posteriori gemellari si può scegliere sia con avantreno MacPherson più comfortevole e morbido, sia con avantreno (a barra di torsione) più robusto e rigido.
Nel 2004 ha subito un lieve restyling, riguardante un lieve aggiornamento del frontale con l'inserimento di baffi cromati all'estremità della scritta Iveco, in più le frecce anteriori e laterali divennero di colore bianco e nuovi rivestimenti di tappezzeria per gli interni.
Sotto al cofano il 2.8cc Sofim viene sostituito dai nuovi motori Iveco serie F1C 2.3cc e 3.0cc, 4 cilindri, tutti dotati di turbo, 16 valvole e iniezione common rail multijet.
Il 2.3cc viene reso disponibile in versione HPI con turbo w.g. e potenze di 96 CV, 116 CV e in versione HPT con turbo a geometria variabile con 136 CV.
Il 3.0cc dispone di una distribuzione a catena ed è disponibile in versione HPI con turbo w.g. da 136 CV (successivamente portato a 146 CV) e in versione HPT da 166 CV con turbo a geometria variabile.
I motori rispettano la normativa antinquinamento Euro 3.

## Quarta serie (2006-2014)

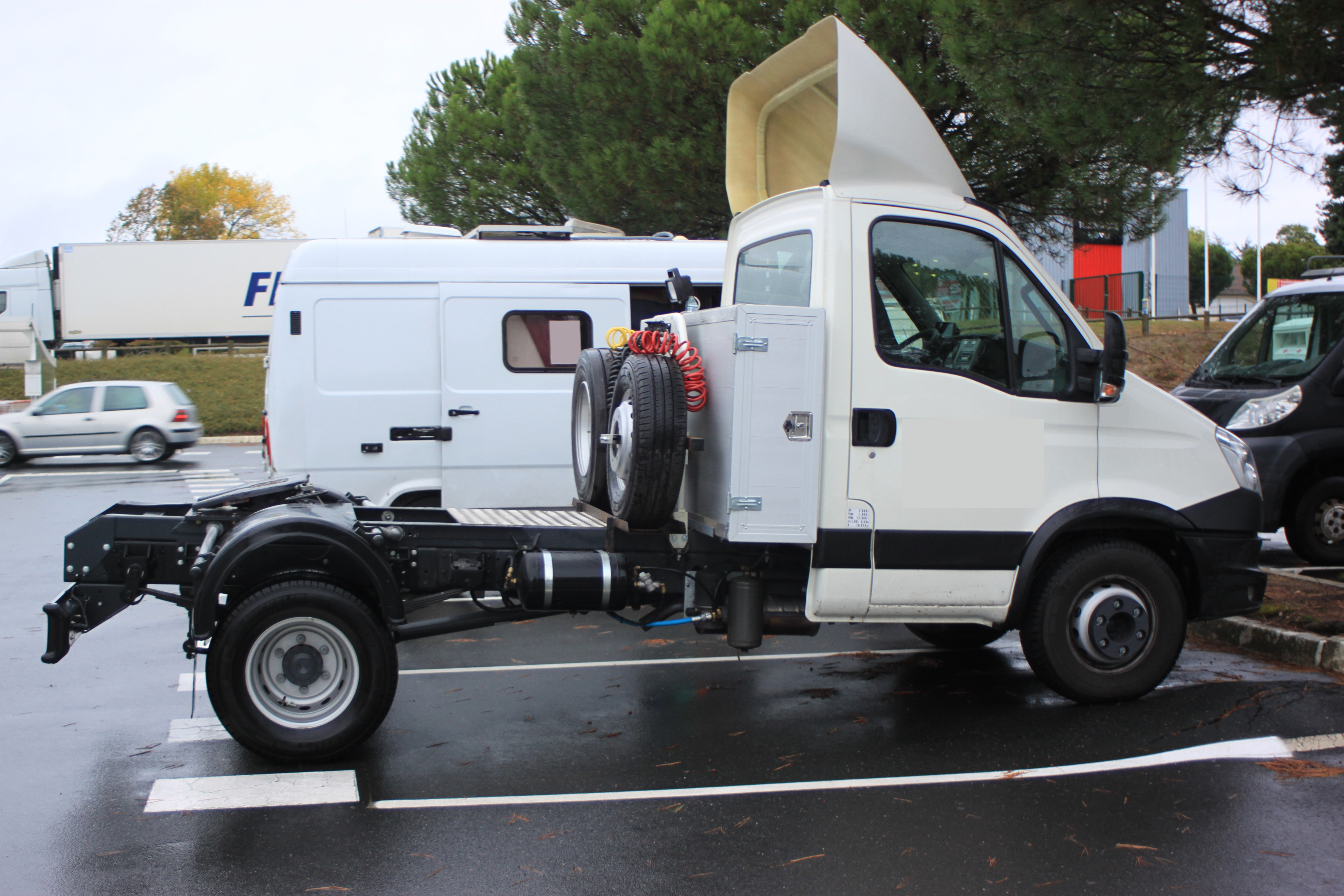
Vista laterale di un Daily rimorchiabile.

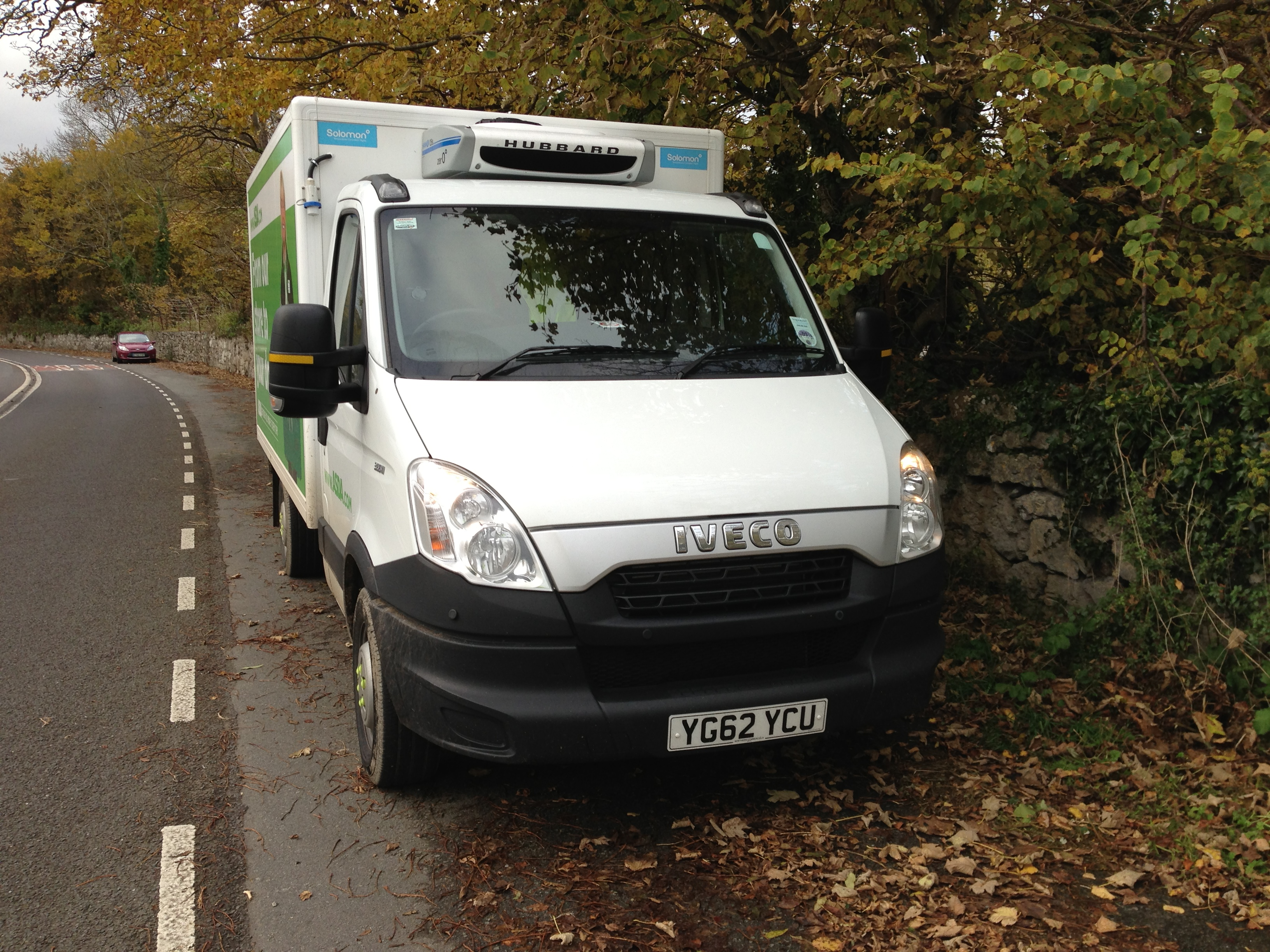
Il restyling del 2011

La quarta serie del Daily è stata disegnata da Giugiaro; si tratta di un profondo restyling estetico riguardante il frontale (mascherina, cofano, paraurti e gruppi ottici) viene completamente ridisegnato anche il cruscotto interno, pannelli portiere e vengono rivisti anche sedili e tappezzeria, viene commercializzata in versione furgone, cabinato, Combi, Minibus, AGile e CNG (alimentata a benzina e metano). Quasi invariata la parte meccanica.
La versione minibus 20 posti viene commercializzata anche con marchio Irisbus mentre l'impianto frenante viene migliorato grazie all'adozione di freni a disco autoventilati al posto dei dischi pieni all'anteriore; gli spazi di frenata vengono ridotti infatti il Daily necessita di 42 metri di spazio per frenare da una velocità di 100 km/h.
I motori rimangono gli stessi 2.3cc e 3.0cc del Daily 3ª serie restyling, con lievi aggiornamenti, rispondendo alla normativa antinquinamento euro 4, inoltre il 3.0 HPT viene potenziato a 130 KW (177 CV).
Il 18 maggio 2009 durante la Partita del cuore allo Stadio Olimpico di Torino la Iveco presenta un leggero restyling estetico per il Daily che introduce una nuova mascherina frontale e il nuovo marchio Iveco composto sempre a caratteri cubitali ma più grandi e distanti tra loro rispetto alla precedente versione. Nuovi tessuti per gli interni
Sotto il punto di vista della sicurezza viene introdotto il controllo di stabilità ESP di serie per tutte le versioni. Tra i motori debutta il 3,0 litri Natural Power a doppia alimentazione metano più un piccolo serbatoio di benzina: il 3.0 quattro cilindri 16 valvole eroga 136 CV nel funzionamento a metano e 82 in quello a benzina con coppia max di 230 Nm a benzina e di 350 Nm a metano. Il Daily Natural Power è abbinato a un cambio manuale a 6 rapporti. Oltre al motore a metano vengono omologati i diesel secondo la normativa ecologica EEV euro 5 e dotati di filtro antiparticolato.
Inoltre viene introdotta per la prima volta la versione da 7,0 tonnellate a pieno carico
Nel 2011 subisce un ulteriore restyling, con nuova mascherina frontale, nuovi gruppi ottici, potenziamento impianto di raffreddamento ed una nuova versione del 3.0 Multijet quattro cilindri twin turbo da 205 cavalli denominato Superman, mentre il 3.0 HPT 177 CV viene depotenziato a 125kw (170 CV).
Nel 2012 viene presentato a Torino il Daily Elettrico ovvero la versione spinta da un motore Iveco Altra elettrico con potenza di 60 Kw e 230 Nm di coppia massima abbinato a due batterie di trazione più una terza batteria opzionale con autonomia massima di 120 km a pieno carico.

### Motorizzazioni
- 2.3 HPI da 96 e 116 cavalli
- 2.3 HPT da 136 cavalli
- 3.0 HPI da 146 cavalli
- 3.0 HPT da 170 cavalli

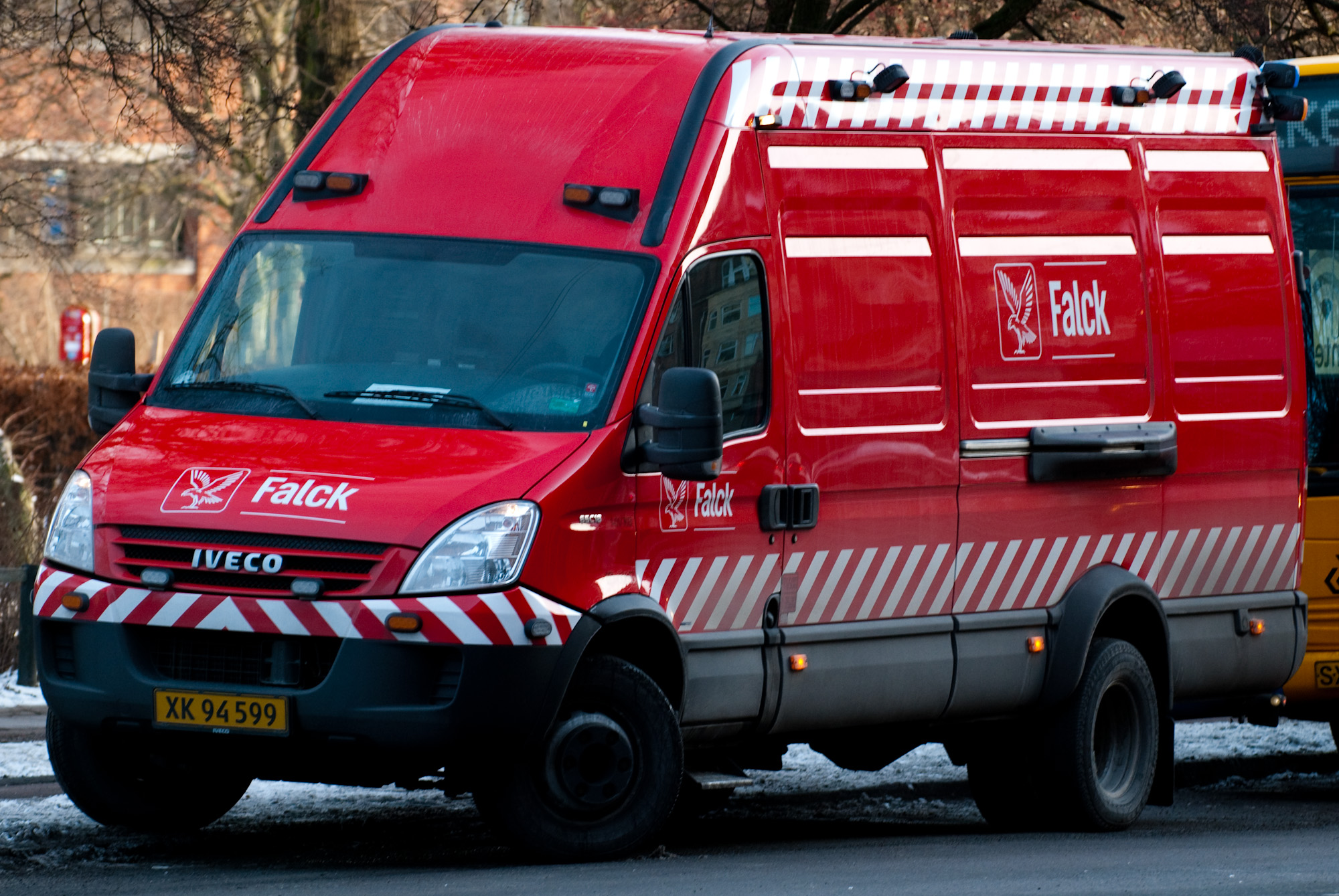
Iveco Daily IV serie

- 3.0 (Superman) twin turbo da 205 cavalli
- 3.0 CNG Metano turbo da 136 cavalli

## Quinta serie (dal 2014)

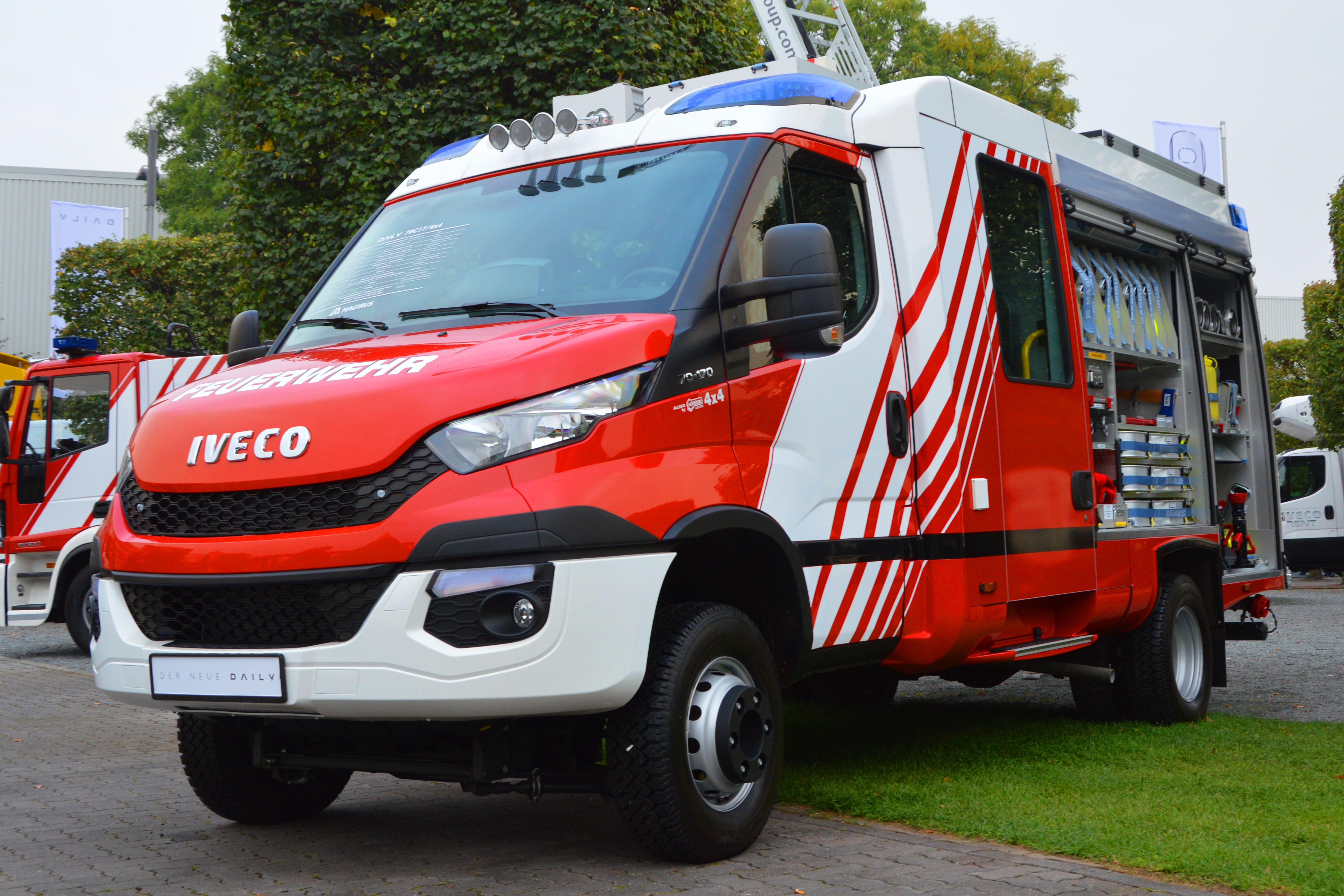
Un Iveco Daily V serie in allestimento speciale per i vigili del fuoco.

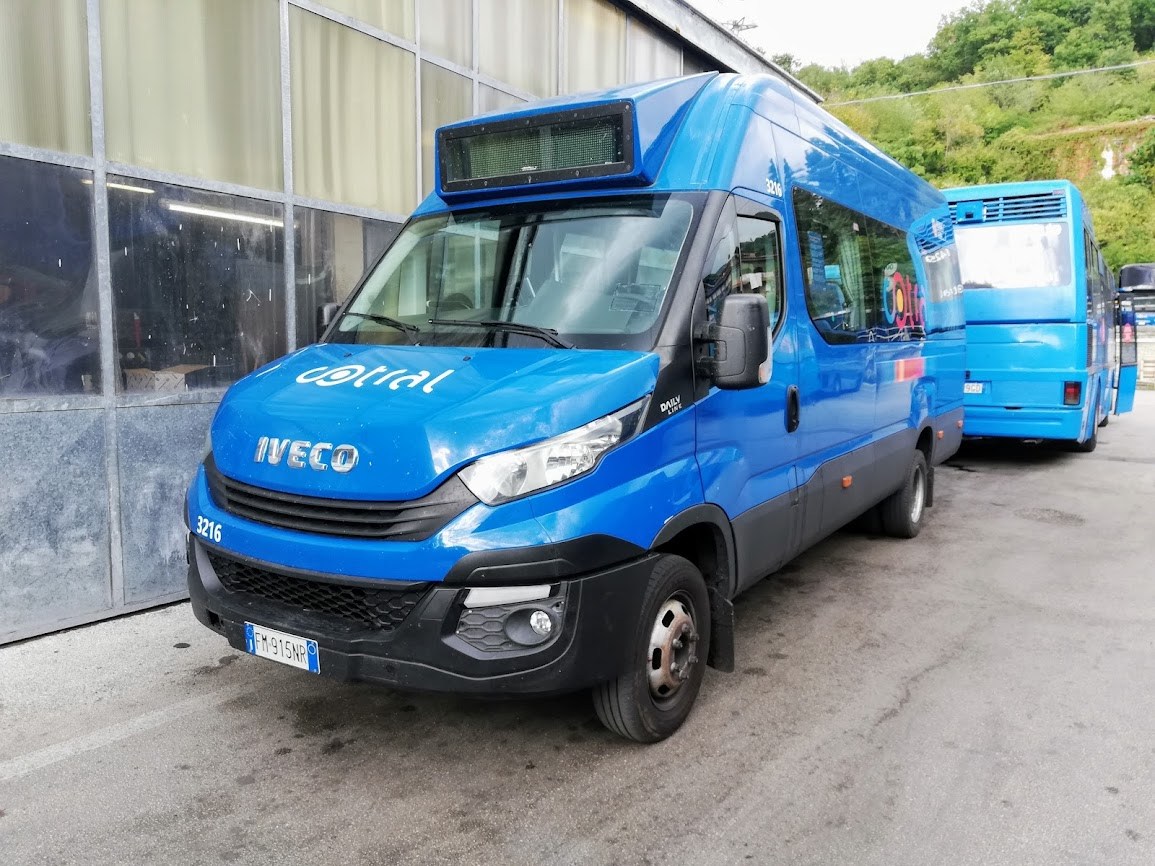
Un minibus su base Iveco Daily di Cotral

La quinta generazione è stata introdotta nel luglio 2014.

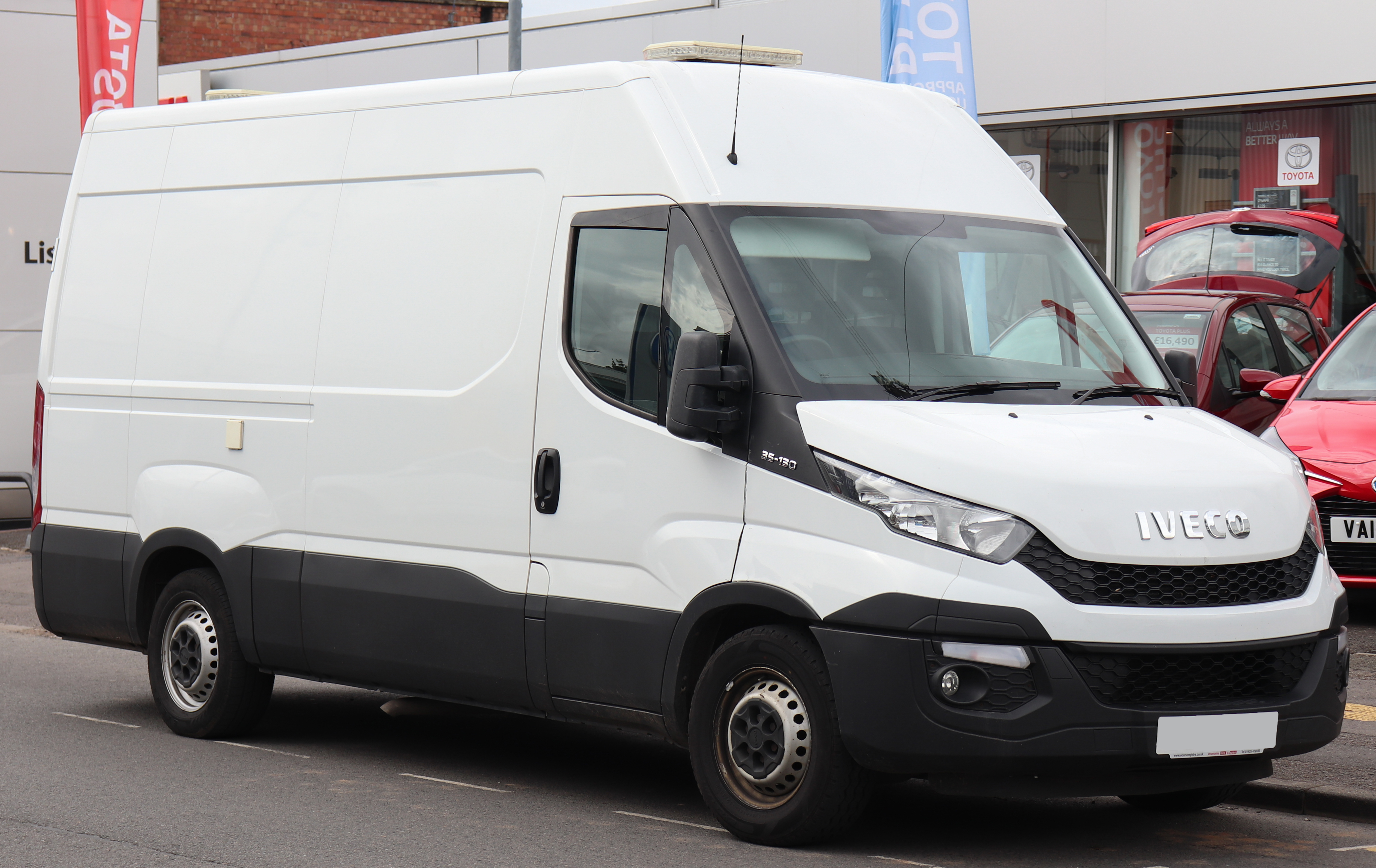
Un Iveco Daily 35 S13 furgone del 2014

Rispetto al modello precedente, il veicolo è stato completamente rivisto. Solo la gamma motori e la struttura a telaio sono state mantenute, mentre la scelta di versioni (furgoni, cabinati, minibus, ...), dimensioni (ad esempio per la versione furgone 3 passi, 5 lunghezze e 3 altezze per un volume utile da 7,3 a 19,6 m³), pesi (da 33 a 70 q P.T.T.) e allestimenti è stata ulteriormente ampliata. Secondo il produttore sono ora 8000 varianti di fabbrica disponibili.
Per migliorare il comfort di guida, sono state riprogettate le sospensioni e il sedile del conducente. Anche il design del veicolo è stato ridisegnato e adattato alle esigenze di aerodinamica. Le caratteristiche standard includono il controllo elettronico della stabilità; sono disponibili come opzioni, funzionalità di sicurezza aggiuntive quali l'avviso dell'abbandono involontario della corsia di marcia (LDWS) e una telecamera per la retromarcia. Un'altra opzione è la sospensione posteriore pneumatica, progettata per facilitare il carico e lo scarico. Questo modello ha ricevuto il premio Van of the Year nel 2015.

## Versione per le forze dell'ordine

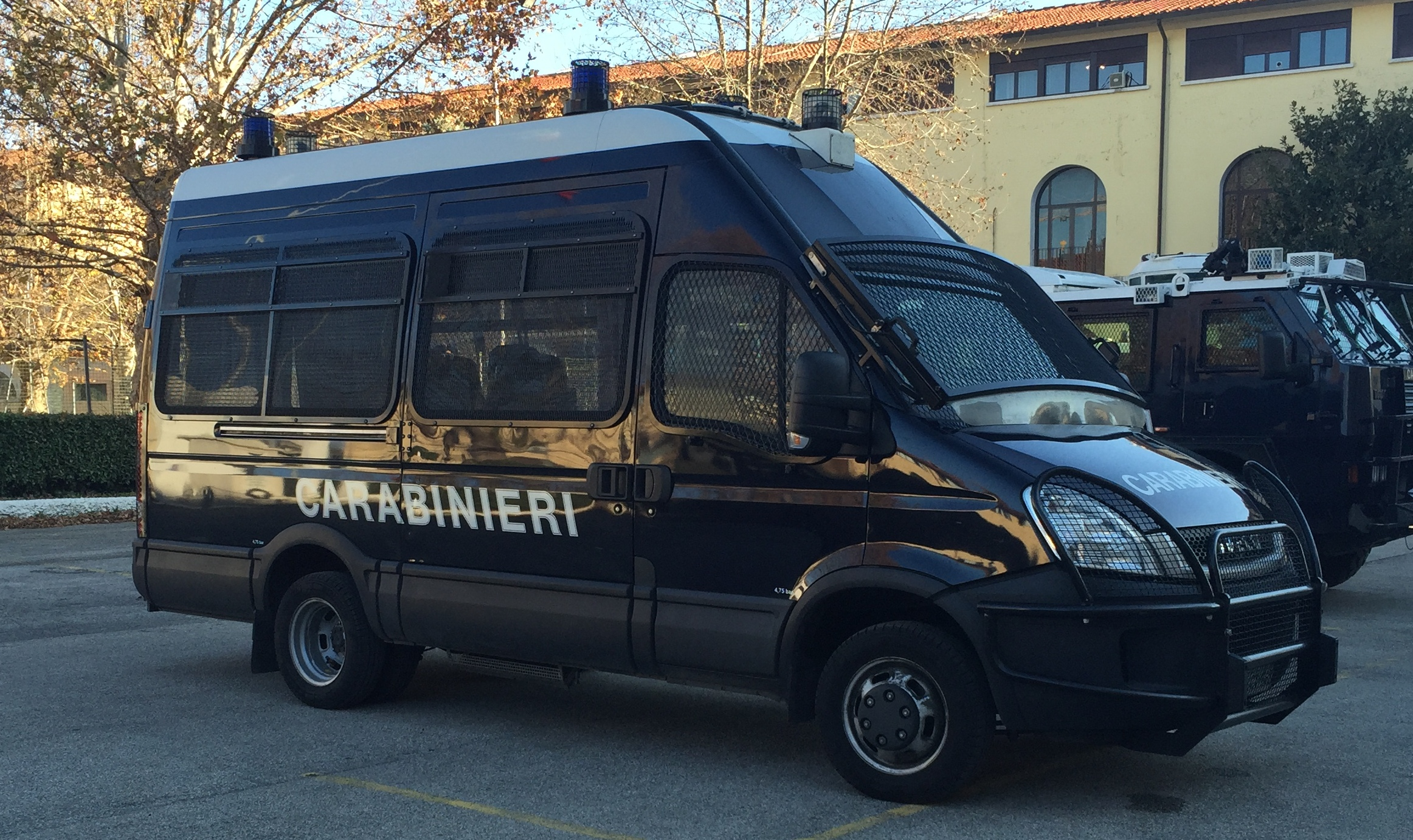
Un Iveco Daily C17 in dotazione all'Arma dei Carabinieri

Oltre all'Iveco Daily quarta serie, in allestimento speciale, l'Iveco ha prodotto dei modelli di Daily furgone in versione speciale per le forze dell'ordine italiane (Polizia, Carabinieri, Guardia di Finanza) con la denominazione Iveco C17 e Iveco C18. I furgoni sono solitamente utilizzati per il trasporto del personale e la gestione dell'ordine pubblico. Nel 2020 arriva il primo prototipo di Daily per ordine pubblico, in versione 4x4 (simile alla versione militare denominata MUV) all'Arma dei Carabinieri. Nello stesso anno arrivano anche le versioni V serie restyle.

### Motorizzazioni
- 2.3 HPT da 116, 136 e 156 cavalli
- 3.0 HPT da 150, 180 e 205 cavalli
- 3.0 Natural Power da 136 cavalli (doppia alimentazione benzina/metano)
- Blue Power con motore elettrico